# Громадянська війна в Центральноафриканській Республіці
Громадянська війна в Центральноафриканській Республіці - це громадянська війна, що триває в Центральноафриканській Республіці (ЦАР) за участю уряду, повстанців з коаліції «Селека» та ополченців «Антибалака».
У попередній війні Буша в Центральноафриканській Республіці (2004-2007) уряд президента Франсуа Бозізе воював з повстанцями до укладення мирної угоди в 2007 році. Нинішній конфлікт виник, коли нова коаліція різних повстанських груп, відома як «Селека», звинуватила уряд у недотриманні мирних угод, захопила багато міст у 2012 році і захопила столицю в 2013 році. Бозізе втік з країни, а лідер повстанців Мішель Джотодіа оголосив себе президентом. Поновилися бої між «Селекою» і опозиційними до них ополченцями під назвою «Антибалака». У вересні 2013 року президент Джотодіа розпустив коаліцію «Селека», яка втратила єдність після приходу до влади, і подав у відставку в 2014 році. Його замінила Катрін Самба-Панза, але конфлікт продовжувався. У липні 2014 року колишні фракції «Селека» і представники «Антибалака» підписали угоду про припинення вогню. До кінця 2014 року країна була де-факто розділена: «Антибалака» контролювала південь і захід, звідки більшість мусульман евакуювалися, а колишні угруповання «Селеки» контролювали північ і схід. Фостен-Аршанж Туадера, обраний президентом у 2016 році, балотувався і переміг на виборах 2020 року, що спонукало основні повстанські фракції сформувати альянс проти виборів під назвою «Коаліція патріотів за зміни», який координував колишній президент Бозізе. 
Значна частина напруженості пов'язана з релігійною ідентичністю між мусульманськими бійцями «Селеки» і християнськими «Антибалака», етнічними відмінностями між колишніми фракціями «Селеки» та історичним антагонізмом між фермерами, які здебільшого складають «Антибалака», і кочовими групами, які складають більшість бійців «Селеки». Інші фактори, що сприяють конфлікту, включають боротьбу за контроль над алмазами та іншими ресурсами в багатій на природні ресурси країні, а також боротьбу за вплив між регіональними державами, такими як Чад, Судан, Руанда, та міжнародними силами, такими як Франція і Росія. 
Понад 1,1 мільйона людей покинули свої домівки в країні з населенням близько 5 мільйонів осіб, що є найвищим показником, коли-небудь зафіксованим в країн.